# Dürn (Adelsgeschlecht)

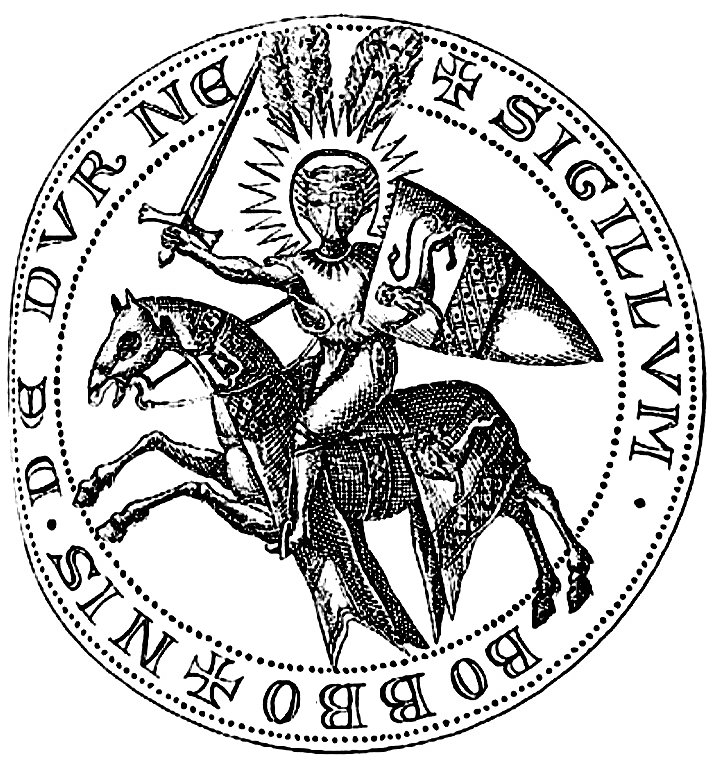
Reitersiegel des Boppo I. von Dürn (1237–† vor 1276)

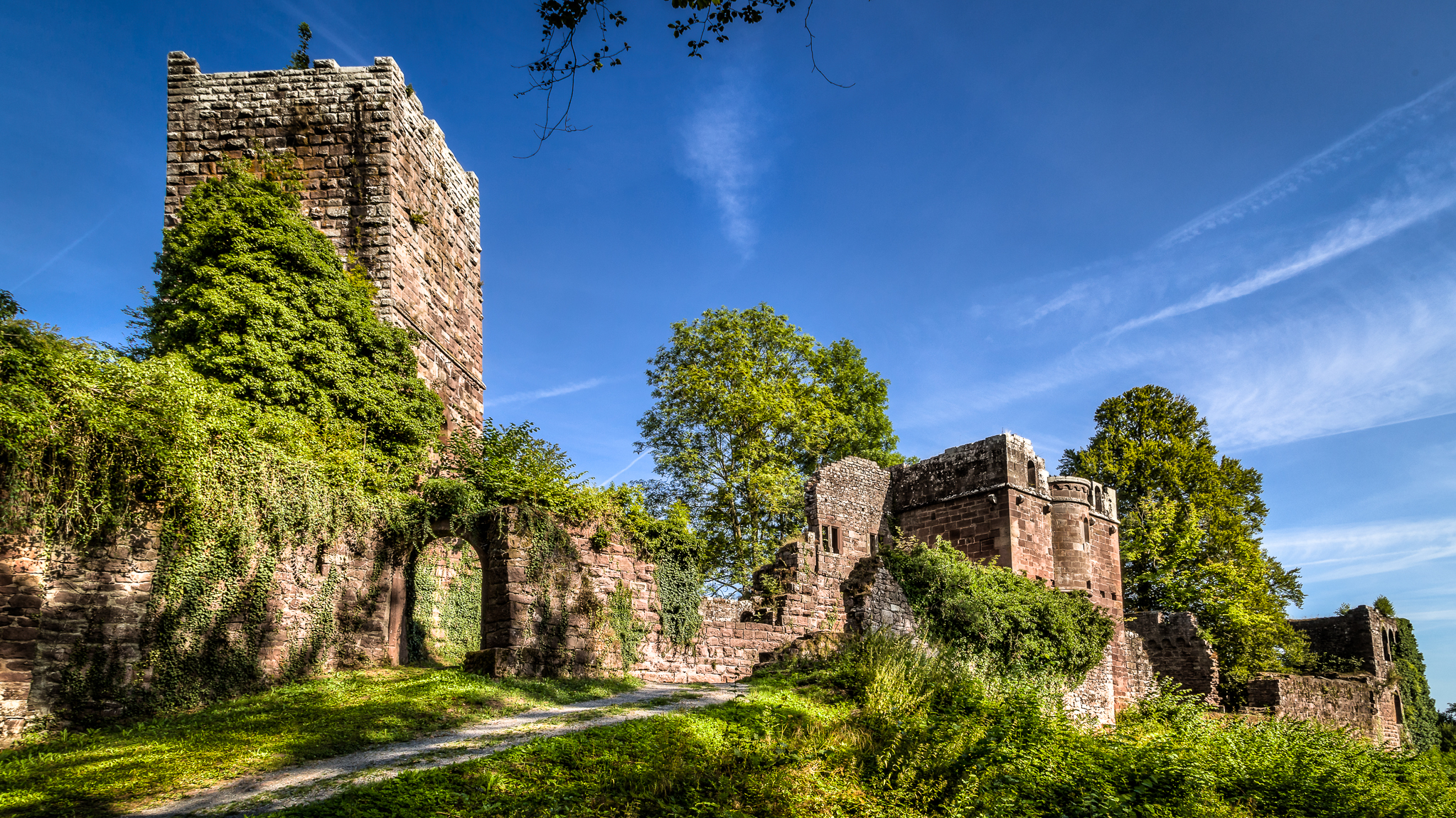
Burg Wildenberg, Odenwald

Die Herren von Dürn waren ein edelfreies Adelsgeschlecht, das ab 1171 nach seinem Wohnsitz in Walldürn benannt wurde, im 13. Jahrhundert umfangreichen Besitz im Odenwald-Tauber-Neckar-Raum hatte und 1323 im Mannesstamm erloschen ist.

## Die Edelherren und späteren Grafen von Dürn
Die Abstammung bzw. Herkunft der Dürn galt bisher als unlösbares Rätsel. Dabei übersah man den Sachverhalt, dass sich frühe Angehörige der Dürn nach einer Frohburg benannten. Diese identifizierte Wolfgang Hartmann anhand übereinstimmender Fakten mit dem unterhalb von Freudenberg am Main gelegenen Burgstall „Räuberschlösschen“.
Den erstmals 1149 urkundlich in Erscheinung tretenden Ahnherrn der Dürn, Rupert I. von Frohburg, konnte Hartmann als Angehörigen der ursprünglich edelfreien Herren von Weinsberg ausfindig machen. Am verkehrswichtigen Main sei er ebenso wie der als sein Bruder und als Erbauer der nahen Mildenburg erschlossene Burkard von Weinsberg durch König Konrad III. auf Besitz des nahen Klosters Amorbach angesetzt worden. 1140 hatte der Staufer die Burg Weinsberg erobert und 1144 die zuvor dem Würzburger Hochstiftsvogt Graf Gotebold II. von Henneberg unterstehende Obervogtei der würzburgischen Abtei Amorbach an sich gezogen. Die Namen Frohburg und Mildenburg bringen nach Hartmanns These die Dankbarkeit der beiden Weinsberger gegenüber König Konrad zum Ausdruck und rühmen seine Milde, die sie bei der Kapitulation der Burg Weinsberg im Zusammenhang mit der weltberühmten Weibertreu-Begebenheit erfahren hatten.
Nachdem König Konrads kinderloser Sohn Herzog Friedrich von Rothenburg-Weinsberg 1167 vor Rom einer Seuche erlegen war, beanspruchte offensichtlich dessen im Odenwald reich begüterter Vetter Pfalzgraf Konrad von Staufen das Erbe des Herzogs. Vor diesem Hintergrund wird nachvollziehbar, warum Konrads Stiefbruder Kaiser Friedrich Barbarossa nach seiner Rückkehr aus Italien 1168 die Amorbacher Vogteiburg Frankenberg (auf dem dortigen Gotthardsberg) zerstören ließ. Auch er war ein Vetter des Herzogs und zudem mit dem Pfalzgrafen zerstritten. Der Kaiser zog das herzogliche Erbe an sich und übertrug die zuvor von dem 1167/68 kinderlos verstorbenen Edelherrn Kraft von Schweinberg (als herzoglicher Untervogt) ausgeübte Amorbacher Klostervogtei dem 1171 erstmals nach Dürn benannten Ruprecht II. von Frohburg. Dieser gehörte fortan zu den engsten Beratern Barbarossas und später seines Sohnes  Heinrich VI., in deren Urkunden er durchgehend als Zeuge auftritt.
Auf Ruprecht und einen als sein Bruder anzusprechenden Burchert/Burkard von Dürn geht der in die 1170er Jahre zu datierende Baubeginn der Burg Wildenberg unweit von Amorbach zurück. Ruprecht hatte 1197, als er Heinrich VI. nach Italien folgte und dort verstarb, bereits die Zentherrschaft über weite Teile des Baulandes inne.
Ruprechts Sohn Ulrich I. von Dürn war mit Luitgard von Hohenlohe-Weikersheim verheiratet und erscheint im Umkreis König Philipps von Schwaben. Während des Thronstreites zwischen Philipp und dem Welfen Otto IV. hielt er sich längere Zeit in Griechenland auf.
Ulrichs Söhne waren Konrad I. von Dürn (* 1193; † 17. September 1253) und Ulrich II. von Dürn. Wohl um 1216/17 heiratete Konrad I. Mechthild von Lauffen. Durch den Tod des letzten Lauffener Grafen Boppo (V.) 1216–19 erbte Konrad I. umfangreichen Allodialbesitz im mittleren und unteren Neckartal. So fiel ihm Besitz um Möckmühl und im Neckartal mit Gütern um Mosbach (mit der Burg Hornberg und in Auerbach, Diedesheim, Neckarburken, Neckarelz, Neckarzimmern, Neudenau und Schefflenz), in Waibstadt, Michelfeld und Waldangelloch und bis zur Burg Dilsberg mit Besitz in Gaiberg, Neckargemünd, Waldwimmersbach, Wieblingen, Schönbrunn und Eberbach zu. Mechthild verstarb lange nach ihrem Mann in den 1270er Jahren, auf jeden Fall noch vor 1277.
Ulrichs Frau Luitgard und ihr Sohn Ulrich II., der um 1225 in den Deutschen Orden eintrat, stifteten wohl den Baugrund für die Heilbronner Kommende des Deutschen Ordens. 1251 besaß Konrad I. den Zehnten von Heilbronn als Reichslehen, sowie den späteren Maulbronner Hof. Wie die Dürner in den Besitz von Gütern in Heilbronn gelangten, ist nicht eindeutig nachvollziehbar, am wahrscheinlichsten scheint eine Übergabe durch Heinrich (VII.), nachdem dieser im Rahmen des Nordhäuser Vertrags Rechte in Heilbronn zurückgewinnen konnte.
Ulrichs Sohn Konrad I. vollendete die Wildenburg und gründete 1236 das Kloster Seligental, auch als Grablege seiner Familie. In seinem Todesjahr 1253 erfolgte mit Amorbach die erste Stadtgründung der Dürner. Weitere Stadtgründungen folgten 1263 mit Neudenau, 1280 mit Buchen, 1291 mit Walldürn und 1298 mit Forchtenberg (jeweils Jahre der ersten Erwähnung der Stadt). Diese Städte bestanden zwar wohl schon vor ihrer ersten greifbaren Erwähnung, werden von Historikern aber dennoch zu den späten Städtegründungen gezählt. Außerdem geht auf die Dürner die Anlage einer Vielzahl kleinerer Orte im Zuge der von ihnen geförderten Rodungskolonisation um ihre Stammsitze zurück.
Der Einflussbereich der Herren von Dürn umfasste auf deren Höhepunkt im Wesentlichen die gesamte heute als Bauland bezeichnete Region zwischen Neckar, Jagst und Main, außerdem noch – mit den früheren Lauffener Gütern – ein südlich der Jagst gelegener Streifen von Heilbronn bis Forchtenberg sowie Besitztümer um Burg Hornberg und die Bergfeste Dilsberg, insgesamt ein Gebiet von etwa 2100 km². Die Dürner strebten danach, ihre auf zahlreichen Lehensbesitz aufgebaute Herrschaft zu einem geschlossenen Territorium zu verdichten.
Der Niedergang der Herren von Dürn vollzog sich bereits ab der Mitte des 13. Jahrhunderts. Wahrscheinlich geriet Konrad I. beim Erbfall der Grafen von Lauffen in Konflikt mit dem staufischen Königshaus, als Friedrich II. die Lauffener Reichslehen einzog, anstatt Konrad I. von Dürn damit zu belehnen. Daraufhin ergriff Konrad I. Partei für Friedrichs abgesetzten Sohn Heinrich (VII.) und verlor dadurch die Gunst der Staufer. Deren eigener Niedergang bzw. das um 1245/50 anschließende Interregnum stärkten die Position der mit den Dürnern konkurrierenden Regionalfürsten.

Wappen von Boppo und Ruprecht von Dürn

1251 teilte Konrad I. von Dürn seinen Besitz unter seinen drei Söhnen: Boppo I. erhielt die Grafschaft Dilsberg, Ruprecht II. den Besitz um Forchtenberg und Ulrich III. den Besitz um die Wildenburg. Boppo und Ruprecht nahmen nach der Teilung ein neues Wappen mit einem auf einem Balken schreitenden Leoparden oder Löwen an. Es ist erstmals für 1248 belegt. Die Übernahme von Namen (Boppo), Titeln (Graf) und Ansprüchen der Lauffener Grafen wird als Hinweis darauf angesehen, dass das Wappen mit dem auf einem Balken schreitende Leoparden oder Löwen ebenfalls von den Grafen von Lauffen übernommen wurde. Mechthild, wohl eine Tochter Konrad I., war mit Friedrich Schenk von Limpurg verheiratet. Nach dem Tod dessen Vaters verkauften beide die Burg Bilriet an die ihre stammesverwandten Herren von Nortenberg.
Aus Geldnot veräußerten Ulrich III. sowie seine Neffen Boppo II. und Ruprecht III. bereits Teile des Besitzes. Boppo I. befand sich bereits 1262 in Abhängigkeit von den Pfalzgrafen bei Rhein. Teile ihres Besitzes fielen aber auch an das Erzstift Mainz (Wildenburg 1271, Kloster Amorbach 1272, Walldürn 1294, Buchen 1309), an Rudolf von Habsburg (Feste Dilsberg 1288), an das Haus Hohenlohe (Burg Möckmühl 1287, Forchtenberg 1299) und an die Herren von Weinsberg (Neudenau um 1300).
Die Familie erlosch 1323 mit Albrecht, Sohn Boppos II., im Mannesstamm.

## Ritter von Dürn
Im 14. Jahrhundert waren dann Ritter von Dürn Lehensleute des Erzstifts Mainz und der Bischöfe von Würzburg. Die Herkunft dieser Niederadeligen ist umstritten. Der erste als Ritter auftretende Dürner war Wiprecht von Dürn († 1364), der 1340 erstmals Ritter genannt wird. Er war Sohn oder Enkel eines Aschaffenburger Vitztums, außerdem war er mit den Herren von Adelsheim eng verwandt. Wiprecht war zunächst Vogt in Buchen und später Burgmann des Mainzer Erzbischofs Gerlach von Nassau auf der Wildenburg.
Ein Nachfahre Hans von Dürn hatte 1441 für kurze Zeit ein Viertel der (später mainzischen) Herrschaft Klingenberg am Main von den Bickenbachern erworben. So erklären sich auch Lehensanteile in Aschaffenburg, Leider, Niedernberg und Mömlingen aus einem Gültverzeichnis des Bamberger Stifts aus dem 15./16. Jahrhunderts.
Nach dem Tode von Schweikart von Dürn († 2. Dezember 1575) fiel ihr Besitz an das Würzburger Hochstift zurück, das sich diesen von den Bambergern „angeeignet“ hatte, und um 1584 die Echter von Mespelbrunn damit belehnten. Da diese mit den Adelsheimern eng verwandt waren, schloss sich der Kreis.
Als Teil der reichsfreien fränkischen Ritterschaft waren sie im Ritterkanton Odenwald und Rhön-Werra organisiert. Ein Stammbaum der Dürn findet sich im Band Rhön-Werra von Johann Gottfried Biedermann, dessen Arbeiten jedoch bzgl. historischer Korrektheit und Quellenlage als sehr problematisch angesehen werden.